# Blanka Charvátová
Blanka Charvátová (* 1. listopadu 1986 Praha) je česká politička a systémová specialistka, v letech 2022 až 2024 místopředsedkyně Pirátů, v letech 2018 až 2022 zastupitelka městské části Praha 21.

## Život
V letech 1997 až 2006 vystudovala Gymnázium Chodovická v Praze - Horních Počernicích. Dále vystudovala bakalářský obor soudní a notářská administrativní činnost na Vysoké škole Karlovy Vary (získala titul Bc.).
Pracovní kariéru začínala jako account administration officer v The Royal Bank of Scotland. Následně byla v letech 2011 až 2020 zaměstnána na generálním ředitelství Českých drah, a to v kanceláři generálního ředitele či na odboru regionální dopravy jako systémový specialista. V roce 2020 začala pracovat na generálním ředitelství Správy železnic na odboru personálním jako metodička a analytička.
Blanka Charvátová žije v Praze, konkrétně v části Újezd nad Lesy (Praha 21). Má dvě děti.

## Politické působení
V komunálních volbách v roce 2018 byla jako nestraník za Piráty zvolena na kandidátce uskupení „PIRÁTI A STAN PRO ÚJEZD“ zastupitelkou městské části Praha 21. Následně v roce 2019 k Pirátům vstoupila. Ve volbách v roce 2022 obhajovala jako členka Pirátů mandát zastupitelky městské části na kandidátce uskupení „ÚJEZD ŽIJE“ (tj. STAN, Piráti a nezávislí kandidáti), ale neuspěla (skončila jako první náhradnice).
V lednu 2022 byla zvolena 3. místopředsedkyní Pirátů, ve funkci nahradila Radka Holomčíka. Mandát jí skončil v lednu 2024, ve funkci třetí místopředsedkyně ji nahradila Jana Holomčík Leitnerová.